# Nederlandse Spellenprijs
Le Nederlandse Spellenprijs (Prix néerlandais du jeu) est un prix pour les jeux de société créé à la suite de l'intérêt croissant des jeux aux Pays-Bas et en Belgique néerlandophone. Le prix a été créé en 2001.
Le prix est décerné par un jury composé de journalistes et de webmasters. L'objectif est de faire connaître des jeux au grand public. Il y a 5 à 10 jeux nommés et un jeu récompensé. Depuis 2013 un jeu estampillé "familles" est également récompensé.

## Jeux récompensés
Voici la liste des jeux ayant gagné le Nederlandse Spellenprijs, catégorie experts :
| Année | Jeu                     | Auteur(s)                                              | Éditeur                                        |
| ----- | ----------------------- | ------------------------------------------------------ | ---------------------------------------------- |
| 2013  | Terra Mystica           | Jens Drögemüller Helge Ostertag                        | Filosofia                                      |
| 2012  | Lancaster               | Matthias Cramer                                        | Queen Games                                    |
| 2011  | Hansa Teutonica         | Andreas Steding                                        | 999 Games                                      |
| 2010  | Mégawatts               | Friedemann Friese                                      | 2F-Spiele                                      |
| 2009  | Agricola                | Uwe Rosenberg                                          | 999 Games                                      |
| 2008  | Cuba                    | Michael Rieneck Stefan Stadler                         | The Game Master                                |
| 2007  | Les Princes de Florence | Wolfgang Kramer Richard Ulrich Jens Christopher Ulrich | QWG Games                                      |
| 2006  | Caylus                  | William Attia                                          | Ystari Games Quined & White Goblin Games (QWG) |
| 2005  | De ontembare stad       | Hans van Tol                                           | The Game Master                                |
| 2004  | Maharaja                | Wolfgang Kramer Michael Kiesling                       | Phalanx Games Asmodée                          |
| 2003  | Puerto Rico             | Andreas Seyfarth                                       | Ravensburger Tilsit                            |
| 2002  | Cartagena               | Leo Colovini                                           | Identity Games Winning Moves Tilsit            |
| 2001  | Citadelles              | Bruno Faidutti                                         | Machiavelli Millennium                         |

Liste des jeux ayant gagné le Nederlandse Spellenprijs, catégorie familles :
| Année | Jeu           | Auteur(s)        | Éditeur |
| ----- | ------------- | ---------------- | ------- |
| 2013  | King of Tokyo | Richard Garfield | Iello   |